# Charte forestière
Une charte forestière de territoire (CFT) (plus souvent dite « Charte forestière ») est en France à la fois le nom d’un processus et du document qui en découle. Cette charte est un document d’orientation, qui peut cependant être décliné en conventions entre gestionnaire forestier et tiers. Elle concerne la forêt et ses abords s'ils constituent des enjeux pour la protection de la forêt.

## Origine
Une circulairedu 15 février 2001 parue avant la loi d'orientation forestière créait « à titre expérimental » des chartes de territoire forestier, devant « devenir un outil d'aménagement et de développement durable des territoires ruraux, insérant davantage les forêts dans leur environnement économique, écologique, social et culturel ».
La loi d'orientation forestière de 2001 a ensuite reconnu le besoin croissant d’associer et informer le public à propos de la gestion forestière et de la protection de la biodiversité forestière. Son article 1er ajoute dans le code forestier un livre préliminaire intitulé « principes fondamentaux de la politique forestière », dont l'article L 1er stipule : « La politique forestière prend en compte les fonctions économique, environnementale et sociale des forêts et participe à l'aménagement du territoire, en vue d'un développement durable. Elle a pour objet d'assurer la gestion durable des forêts et de leurs ressources naturelles, de développer la qualification des emplois en vue de leur pérennisation, de renforcer la compétitivité de la filière de production forestière, de récolte et de valorisation du bois et des autres produits forestiers et de satisfaire les demandes sociales relatives à la forêt. ». La charte forestière est avec l'écosociocertification (qu'elle peut soutenir) l'un des moyens de répondre à ces préoccupations croissantes en matière d’environnement et de développement durable. La loi d’orientation forestière encourage la généralisation du concept de charte forestière de territoire à la France métropolitaine. 

Une circulaire du 15 février 2001 en précise les modalités.

## Contenu et objet
Pour la loi, « Sur un territoire pertinent au regard des objectifs poursuivis, une charte forestière de territoire peut être établie afin de mener un programme d'actions pluriannuel intégrant, le cas échéant, la multifonctionnalité des forêts locales et visant :
- soit à garantir la satisfaction de demandes environnementales ou sociales particulières concernant la gestion des forêts et des espaces naturels qui leur sont connexes ;
- soit à contribuer à l'emploi et à l'aménagement rural, notamment par le renforcement des liens entre les agglomérations et les massifs forestier ;
- soit à favoriser le regroupement technique et économique des propriétaires forestiers, la restructuration foncière ou la gestion groupée à l'échelle d'un massif forestier ;
- soit à renforcer la compétitivité de la filière de production, de récolte, de transformation et de valorisation des produits forestiers. »

La charte est donc une initiative locale. Elle conduit à élaborer un document d’orientation (compatible avec les orientations régionales forestières (ORF), et à signer des conventions visant l'aménagement et le développement de projets cohérents et collectifs du territoire vis-à-vis de la ressource (au sens large) forestière.
Au-delà de la seule production et rentabilité forestière, la charte doit conduire à ce que la forêt participe au développement durable du territoire qu’elle concerne (dont pays, agglomération, Parc naturel régional..), en s’appuyant sur sa richesse actuelle et ses potentialités. La « multifonctionnalité » de la forêt et le partenariat entre acteurs est un concept souvent évoqué dans ce contexte. Les thèmes traités sont notamment et par exemple :
- La qualité de la gestion et de l'exploitation forestière

- La mobilisation durable des bois (avec débardage cheval, débardage par câble le cas échéant pour protéger les zones vulnérables, et pour ne pas encore fragmenter les forêts...

- Transformation et valorisation du bois, via par exemple des boucles plus locales, sans surexploiter le sol et le milieu, et donc tout en respectant les besoins en bois mort et matière organique de la forêt. La valorisation des bois locaux passe souvent par la promotion de l'usage du bois et parfois par de nouveaux modes de commercialisation et mise sur le marché, des outils de reconnaissance des qualités et propriétés mécaniques des bois, la certification et la promotion et le soutien du bois-énergie
- Bois-énergie (chaudières collectives, réseau de chaleur..)
- Fonctions aménitaires (paysage, tourisme, accueil du public, pédagogie à l'environnement), meilleur accueil des usagers en forêt, tout en évitant la surfréquentation et le dérangement de la faune
- Fonctions de protection (des sols, de l'eau, de la biodiversité, contre l'érosion, les coulées de boue et glissements de terrain, etc.)
- Gestion des risques sanitaires (maladies transmises par les tiques, échinococcose, etc) et des équilibres sylvo-cynégétique
- Anticipation des modifications climatiques, pour une forêt plus résiliente, par exemple grâce à une meilleure gestion de l'eau en forêt, une lutte préventive contre les incendies, la restauration de puits de carbone, etc. ainsi que par une meilleure adaptation des choix sylvicoles aux stations et grâce à une diversité biologique préservée ou restaurée.
- Restauration, protection et gestion dynamique de la biodiversité, incluant éventuellement la constitution de réserve biologique, réserve naturelle, la restauration de milieux (tourbières, mares, lisières, clairières, bois-mort et îlots d’arbres sénescents et dépérissants), corridors biologiques (intraforestiers et entre massifs). Si le contexte semble le justifier, la réintroduction d’espèces peut être envisagée : castor, bison, lynx, loutre, à envisager avec les autorités compétentes (Ministère chargé de l'Écologie, ONCFS, ONF, Muséum, etc.).

C’est donc un outil d'aménagement foncier rural et d’aménagement soutenable du territoire autant que de développement économique. Cette charte peut constituer le volet forestier d’une charte de Pays ou d’une charte de PNR.
Attention, il n'existe pas de glossaire officiel ou partagé. Ainsi la notion de « réduction du morcellement » souvent évoquée par les chartes peut pour les environnementalistes désigner la défragmentation écologique, alors qu'elle signifie plus souvent dans les chartes une gestion commune par de nombreux petits propriétaires, éventuellement renforcée par la constitution d'un nouveau réseau de desserte forestière (routes forestières et layons forestiers).

## Méthode
La charte se base sur ;
- un périmètre (à définir consensuellement)
- une structure porteuse (choisie selon le contexte, ce peuvent être par exemple un département, un parc naturel régional, un bureau d'étude, une chambre d'agriculture… )
- un corpus de données, rassemblé par une étude-diagnostic de la forêt (et filière bois) dans son contexte local
- des évaluations quantitatives et qualitatives, incluant des scénarios de prospective)

Ces éléments sont étudiés et discutés avec les acteurs locaux, dans un processus partagé, animé par le gestionnaire, pour :
- identifier les problèmes, les forces et faiblesses, et hiérarchiser les enjeux.
- renforcer le portage politique du projet de charte
- identifier et mobiliser tous les partenaires concernés, autour d'un système d'animation, à construire de manière qu'il soit pérenne.
- mettre la CFT en cohérence avec les autres dispositifs forestiers territoriaux et systèmes de gestion et protection (dont Natura 2000, Réserves naturelles le cas échéant)
- financer des actions (via subventions éventuellement)
- choisir des indicateurs de suivi, et installer un système de veille (incluant une veille environnementale, pouvant s'appuyer par exemple sur un observatoire de l'environnement s'il existe, suivi, évaluation et rétro-correction des actions

## Partenaires
Ce sont les forestiers et plus généralement la filière bois, les élus locaux, et des représentants de toutes les activités du territoire ayant un rapport direct ou indirect avec la forêt. 
Un comité de pilotage, un comité technique, et des groupes de travail œuvrent à sa constitution, généralement avec des subventions de l’État, du Département et de la Région.

## statistiques
En 2006, selon le ministère de l'Agriculture et la FNCOFOr, 76 CFT étaient signées ou en cours en France, couvrant environ 10 % du territoire national et 25 000 km2 (soit 17 %) de forêt). On  pourrait y ajouter la CFT départementale de l'Isère (charte-mère, subdivisée en plusieurs CFT opérationnelles). Elles concernent surtout le sud, les trois régions Rhône-Alpes, Provence - Alpes - Côte d'Azur et Auvergne regroupant (en 2006) à elles-seules 45 % des CFT.

## Outils
Ce sont ceux de la concertation, du travail collaboratif et de la communication, qui doivent s’appuyer sur un corpus de données, incluant un historique de la situation de la forêt, un état des lieux, des scénarios prospectifs. 

La DIREN Nord - Pas de Calais a proposé de créer un « profil environnemental forestier » par massif qui pourrait être mis à jour dans le temps, sur le modèle du profil environnemental local, qu’il pourrait enrichir.

La charte peut et doit s'appuyer sur 
- les orientations régionales forestière
- les « directives régionales d'aménagement » (pour les forêts domaniales), élaborées par et pour l'ONF
- les « schémas régionaux d'aménagement » (pour les forêts des collectivités), élaborés par l'ONF ;
- le Réseau Natura 2000 et autres outils de protection foncière ou de l'Environnement
- les « schémas régionaux de gestion sylvicole » (pour la forêt privée, élaborés par les CRPF)
- les « plans d'aménagement forestier » et règlements types de gestion des forêts relevant du régime forestier (en forêt publique)
- les plans simples de gestion (PSG) et « règlements types de gestion » et « codes de bonnes pratiques sylvicoles » (pour la forêt privée), quand ils existent...

Là où ils existent, la charte peut aussi s'appuyer sur :
- les plans de développement de massif (plans initiés par le Centre régional de la propriété forestière pour encourager le regroupement de propriétaires forestiers privés d'un même massif.

### Guide
- FNCOFOR (2016) ; fiche "Politiques forestières territoriales - Plans d'Approvisionnement Territoriaux", juin 2016